# Margomulyo (Ngawi)
Margomulyo is een bestuurslaag in het regentschap Ngawi van de provincie Oost-Java, Indonesië. Margomulyo telt 7078 inwoners (volkstelling 2010).